# D-cel

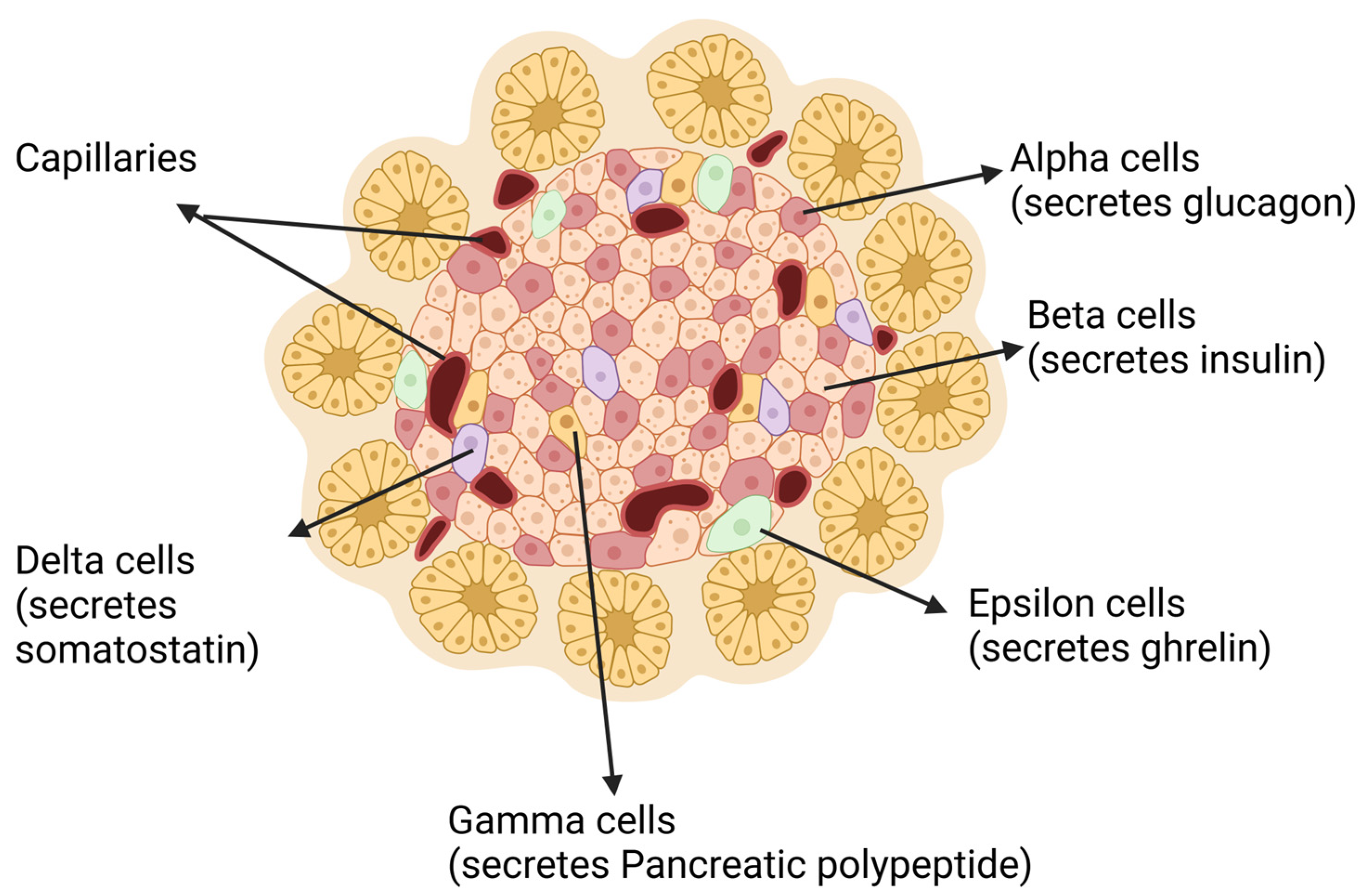
Celtypen in de eilandjes van Langerhans

D-cellen, ook wel deltacellen (δ-cellen) genoemd, scheiden somatostatine af. Ze komen voor in de maag, darmen en eilandjes van Langerhans. D-cellen vormen ongeveer 5% van de cellen in de eilandjes van Langerhans, maar kunnen met veel meer cellen in de eilandjes van Langerhans interacteren dan hun lage aantallen suggereren. Bij knaagdieren bevinden D-cellen zich in de periferie van de eilandjes van Langerhans; bij mensen is de architectuur van de eilandjes van Langerhans over het algemeen minder georganiseerd en worden D-cellen ook vaak in de eilandjes van Langerhans waargenomen. Bij beide soorten is het peptidehormoon urocortine III (Ucn3) een belangrijk lokaal signaal dat wordt afgegeven door bètacellen (en alfacellen bij primaten) om de lokale secretie van somatostatine te induceren. Er is ook gesuggereerd dat somatostatine mogelijk betrokken is bij insuline-geïnduceerde hypoglykemie via een mechanisme waarbij SGLT-2-receptoren betrokken zijn. Ghreline kan ook de somatostatine secretie sterk stimuleren en zo indirect de insulinesecretie remmen. Onder een elektronenmicroscoop kunnen D-cellen worden geïdentificeerd als cellen met kleinere en iets compactere granula (korrels) dan bètacellen.
De D-cellen in de maag bevatten CCKBR (die reageren op gastrine) en M3-receptoren (die reageren op Ach). Deze receptoren verhogen respectievelijk de somatostatineproductie en verlagen de somatostatineproductie van de D-cellen. VIP, vasoactief intestinaal peptide, werkt positief op D-cellen, wat resulteert in de afgifte van meer somatostatine.
In de maag werkt somatostatine direct in op de zuurproducerende pariëtale cellen via een G-proteïnegekoppelde receptor (die adenylaatcyclase remt en zo het stimulerende effect van histamine effectief tegenwerkt) om de zuursecretie te verminderen. Somatostatine kan ook indirect de maagzuurproductie verminderen door de afgifte van andere hormonen te voorkomen, waaronder gastrine, secretine en histamine, wat het spijsverteringsproces effectief vertraagt.

## Klinische betekenis
Wanneer iemand besmet is met Helicobacter pylori, is voornamelijk het onderste deel van de maag, het antrum, ontstoken. Dit is waar de meeste D-cellen zich in de maag bevinden. De bacteriën produceren een ammoniakwolk om zich heen met behulp van urease om zich te beschermen tegen het maagzuur; dit reageert echter met het zuur, waardoor ammonium ontstaat, wat giftig is voor de cellen. Dit leidt tot het afsterven van veel D-cellen, een effect dat nog wordt versterkt door de lage PD-L1-expressie (programmed death-ligand 1 (PD-L1)) op de D-cellen in vergelijking met de G-cellen in de maag (wat resulteert in een hogere gevoeligheid van D-cellen voor ontstekingsreacties). Dit resulteert op zijn beurt in een lagere somatostatine-secretie en bijgevolg een hogere afgifte van gastrine en maagzuur. Dit, in combinatie met de schade door ammonium, zorgt voor een maagzweer.

### Somatostatinoom
Een tumor van de D-cellen van de alvleesklier wordt een somatostatinoom genoemd.
Het zijn tumoren van de D-cellen van de alvleesklier die somatostatine produceren. Verhoogde somatostatinespiegels remmen alvkleesklierhormonen en gastro-intestinale hormonen. Somatostatinomen worden daarom geassocieerd met milde diabetes mellitus (door remming van de insulineafgifte), steatorroe en galstenen (door remming van de cholecystokinineafgifte) en achloorhydrie (door remming van de gastrineafgifte). Somatostatinomen worden vaak aangetroffen in de alvleesklierkop. Slechts tien procent van de somatostatinomen zijn functionele tumoren, en 60-70% van de tumoren is kwaadaardig. Bijna twee derde van de patiënten met kwaadaardige somatostatinomen hebben uitzaaiingen.